# Audun Grønvold
Audun Grønvold (* 28. Februar 1976 in Hamar; † 15. Juli 2025) war ein norwegischer Skiläufer. Zunächst alpiner Skirennläufer mit Spezialisierung auf Abfahrt und Super-G, startete er ab 2004 in der Freestyle-Disziplin Skicross.

## Biografie

### Ski Alpin
Grønvold begann als Kleinkind mit dem Wintersport, sein erstes Rennen bestritt er im Alter von drei Jahren. Nach dem Besuch des Sportgymnasiums in Geilo kam er 1993 ins norwegische Skinationalteam. Als Spezialist für die schnellen Disziplinen startete er im Alpinen Skiweltcup nur in Abfahrt und Super-G. Erstmals in die Punkteränge schaffte es Grønvold am 15. Dezember 1996 in der Abfahrt von Val-d’Isère mit Rang 25. Seine erfolgreichste Saison war 1998/99. In diesem Winter gelang ihm am 10. März 1999 mit Rang drei bei der Abfahrt in der Sierra Nevada der einzige Podestplatz seiner alpinen Karriere, zudem wurde er Fünfter in Val-d’Isère und Kitzbühel. Die Abfahrts-Disziplinenwertung schloss er auf dem elften Platz ab.
Die nachfolgenden Jahre waren für den Norweger weniger erfolgreich. Bis 2004 schaffte er es nur mehr zweimal unter die ersten zehn eines Weltcuprennens. Einzig im unterklassigen Europacup gelang ihm 2000 ein Sieg. Grønvold nahm insgesamt an drei Alpinen Skiweltmeisterschaften teil (Sestriere 1997, Vail 1999 und St. Anton 2001). Als bestes Ergebnis steht Platz acht auf der Birds of Prey 1999 zu Buche. Für Olympische Winterspiele wurde er nie nominiert.

### Skicross
Nachdem im alpinen Skilauf gute Ergebnisse länger ausgeblieben waren, wechselte Grønvold 2004 zum Skicross. Zuerst in einem von Rossignol unterstützten Team, fuhr er ab 2006 wieder in einer norwegischen Nationalmannschaft. Im Skicross hatte Grønvold recht bald größere Erfolge. Bei dem 2005 erstmals im Rahmen der Freestyle-Skiing-Weltmeisterschaften ausgetragenen Skicross-Bewerb gewann er die Bronzemedaille. 2007 gewann er zwei Weltcuprennen in Flaine und Les Contamines, womit er in dieser Saison die Skicross-Disziplinenwertung für sich entschied. Zudem wurde er zweimal norwegischer Skicross-Meister.
Bei den Olympischen Winterspielen 2010 gewann Grønvold hinter Mike Schmid und Andreas Matt die Bronzemedaille, wobei er kurz vor dem Ziel den gestürzten Christopher Del Bosco noch überholen konnte. Im Weltcup kamen ein weiterer Sieg in Grindelwald sowie zwei zweite Plätze hinzu, was für den dritten Platz in der Disziplinenwertung reichte. Nach den norwegischen Meisterschaften im April 2010 beendete er seine Sportkarriere.

### Tod
Am 12. Juli 2025 wurde er bei einer Wanderung von einem Blitz getroffen. In der Nacht zum 16. Juli 2025 erlag er im Krankenhaus seinen Verletzungen. Er wurde 49 Jahre alt.

## Erfolge im Skicross

### Olympische Spiele
- Vancouver 2010: 3. Skicross

### Weltmeisterschaften
- Ruka 2005: 3. Skicross
- Madonna di Campiglio 2007: 8. Skicross
- Inawashiro 2009: 28. Skicross

### Weltcup
- Saison 2006/07: 5. Gesamtweltcup, 1. Skicross-Weltcup
- Saison 2009/10: 7. Gesamtweltcup, 3. Skicross-Weltcup
- 6 Podestplätze, davon 3 Siege:

| Datum           | Ort            | Land       |
| --------------- | -------------- | ---------- |
| 10. Januar 2007 | Flaine         | Frankreich |
| 2. Februar 2007 | Les Contamines | Frankreich |
| 12. März 2010   | Grindelwald    | Schweiz    |

## Erfolge im Ski Alpin

### Weltmeisterschaften
- Sestriere 1997: 18. Super-G
- Vail/Beaver Creek 1999: 8. Abfahrt
- Sestriere 2001: 22. Abfahrt, 24. Super-G

### Juniorenweltmeisterschaften
- Monte Campione 1993: 7. Super-G, 18. Abfahrt
- Lake Placid 1994: 14. Super-G, 25. Slalom
- Voss 1995: 12. Riesenslalom, 15. Abfahrt

### Weltcup
- 1 Podestplatz, 4 weitere Platzierungen unter den besten zehn

### Weltcupwertungen
| Saison  | Gesamt | Gesamt | Abfahrt | Abfahrt | Super-G | Super-G |
| Saison  | Platz  | Punkte | Platz   | Punkte  | Platz   | Punkte  |
| ------- | ------ | ------ | ------- | ------- | ------- | ------- |
| 1996/97 | 79.    | 58     | 37.     | 34      | 33.     | 24      |
| 1997/98 | 138.   | 3      | –       | –       | 49.     | 3       |
| 1998/99 | 36.    | 211    | 11.     | 201     | 40.     | 10      |
| 1999/00 | 96.    | 33     | 36.     | 33      | –       | –       |
| 2000/01 | 71.    | 67     | 49.     | 18      | 20.     | 49      |
| 2001/02 | 86.    | 46     | 32.     | 41      | 43.     | 5       |
| 2002/03 | 108.   | 25     | 45.     | 21      | 55.     | 4       |

### Weitere Erfolge
- 1 Sieg im Europacup
- 14 Siege in FIS-Rennen
- 2 norwegische Meistertitel (Abfahrt 2003 und 2004)